# 对苯二酚
对苯二酚，也称氢醌（英語：hydroquinone），化学式為C6H4(OH)2，是苯的两个对位氢被羟基取代形成的化合物。对苯二酚可以讓膚色變淺。

## 性质
对苯二酚是白色针状结晶，可燃，可溶于热水、乙醚和乙醇，微溶于苯。具还原性，经温和氧化得到褐色的对苯醌（C6H4O2），对苯醌经还原又得到对苯二酚。对苯醌-氢醌氧化还原电对存在于很多生物分子中，如辅酶Q等。
对苯二酚的酚羟基氢具有弱酸性，可以失去一个或两个质子生成相应的酚盐负离子。主要用作还原剂、显影剂（将卤化银还原为银）、单体（丙烯酸、甲基丙烯酸甲酯）的阻聚剂，以及皮肤美白剂等。对苯二酚醚是染料、香料生产中的原料。
对苯二酚毒性很大，成人误服1g，便出现头痛、头晕、恶心、呕吐等中毒症状。它有致癌和致诱变性。

## 生产
- 1820年法国化学家皮埃爾-約瑟夫·佩爾提埃和约瑟夫·别奈梅·卡旺图首次通过干馏奎尼酸製成对苯二酚[4]。

1. 一般工业上用苯胺作原料生成对苯二酚。硫酸介质中，苯胺用二氧化锰氧化为对苯醌，再经铁粉还原得到对苯二酚。
2. 另一种方法是用硝基苯作原料，经加氢、加热得到对苯二酚。
3. 与异丙苯法类似，将丙烯与苯加成为1,4-二异丙基苯，再经过空气的氧化和酸性水解而制成丙酮与对苯二酚。
4. 用过氧化氢將苯酚羟基化，得出对苯二酚与邻苯二酚的混合液：

C6H5OH  +  H2O2   →   C6H4(OH)2  +  H2O